# El Recuerdo, Las Margaritas
El Recuerdo är en ort i Mexiko.   Den ligger i kommunen Las Margaritas och delstaten Chiapas, i den sydöstra delen av landet, 900 km öster om huvudstaden Mexico City. El Recuerdo ligger 970 meter över havet och antalet invånare är 142.
Terrängen runt El Recuerdo är huvudsakligen kuperad. El Recuerdo ligger nere i en dal. Runt El Recuerdo är det ganska glesbefolkat, med 47 invånare per kvadratkilometer. Närmaste större samhälle är San Antonio Porvenir, 4,4 km sydväst om El Recuerdo. I omgivningarna runt El Recuerdo växer i huvudsak städsegrön lövskog.